# Corno Nero
El Corno Nero (en alemán, Schwarzhorn, en francés, Tête noire) es una montaña en los Alpes Peninos, en el macizo del Monte Rosa.

## Características

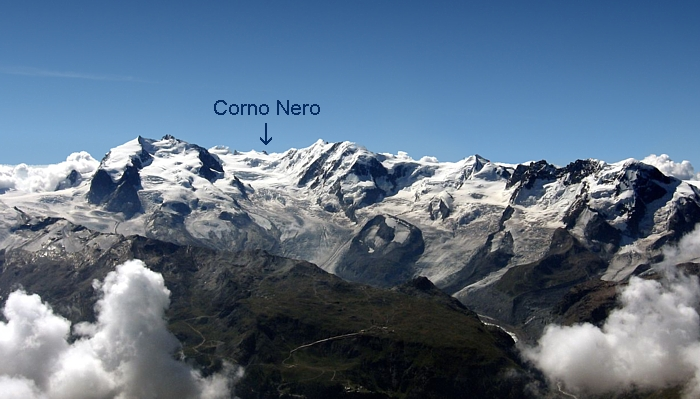
Ubicación del Corno Nero en el macizo del Monte Rosa.

Se encuentra a lo largo de la crestería que a partir del Ludwigshöhe desciende hacia la Piramide Vincent y la Punta Giordani. Tales crestas separan el alto valle del Lys del alto Valsesia.
Se trata de un espolón rocoso de forma muy característica. Solo por la vertiente norte se alcanza hasta casi la cima por una lengua nevosa. Sobre la cima hay una estatua de la Virgen María.

## Ascenso a la cima
El Corno Nero puede ascenderse partiendo del collado del Lys. La dificultad mayor consiste en superar la cumbre nevada terminal.

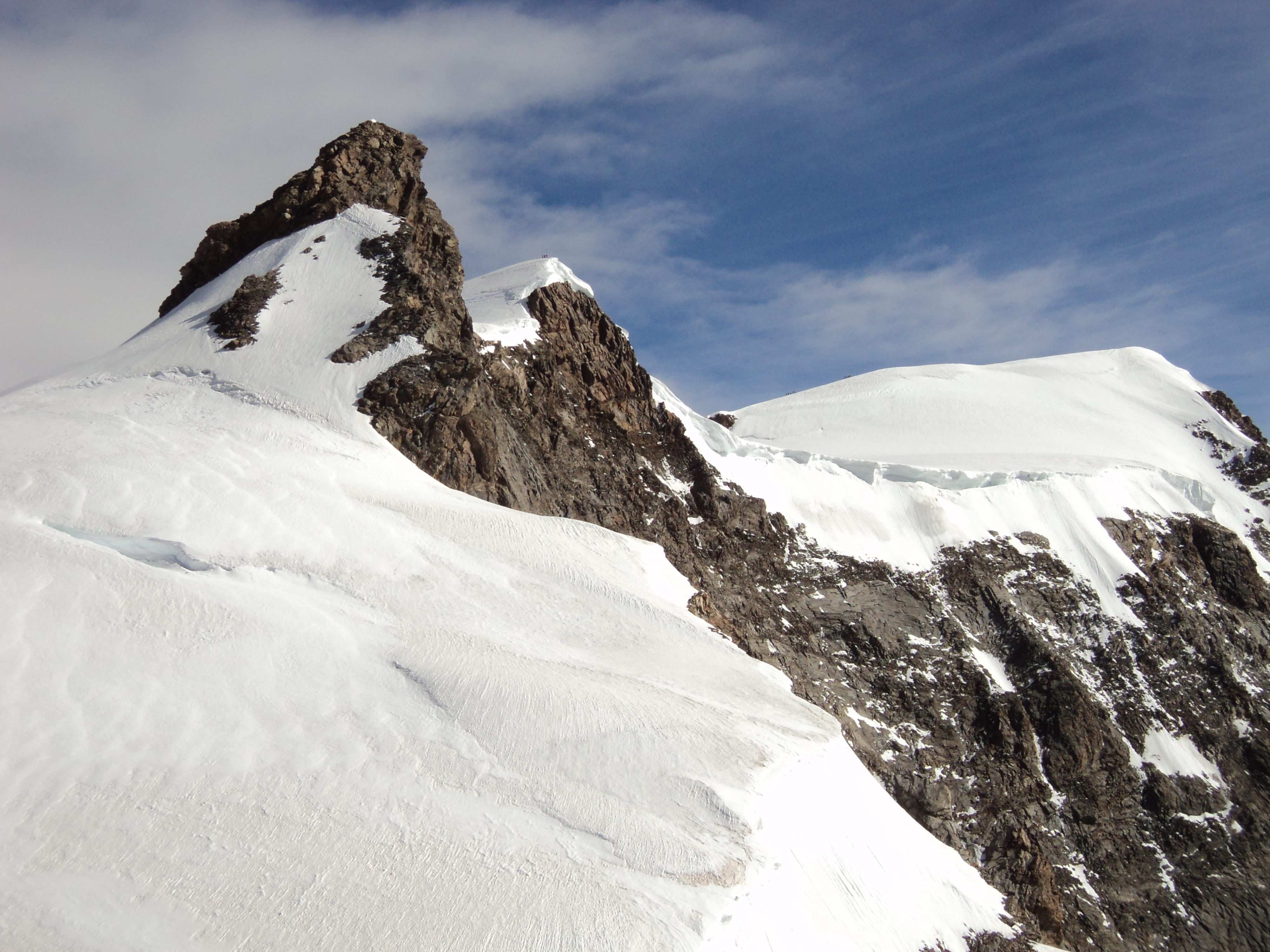
El Corno Nero (a la izquierda), Ludwigshöhe (al centro) y la Punta Parrot (a la derecha).

## Clasificación SOIUSA
Según la clasificación SOIUSA, el Corno Nero pertenece al grupo Macizo del Monte Rosa, con el código I/B-9.III-A.2. Forma parte del gran sector de los Alpes del noroeste, sección de los Alpes Peninos, subsección Alpes del Monte Rosa, supergrupo Grupo del Monte Rosa.